# Baraona
Baraona, früher Barahona, ist eine Gemeinde in der Provinz Soria im Osten der autonomen Gemeinschaft Kastilien-León in Spanien. Der Ort liegt gut 60 km südsüdwestlich der Provinzhauptstadt Soria.
Baraona ist eine der südlichsten Gemeinden der Provinz Soria, sie liegt im Nordwesten von Sorias südlichster Comarca (Kreis) Arcos de Jalón, die auch als Tierra de Medinaceli bezeichnet wird. Als regionales Versorgungszentrum dient allerdings das nördlich gelegene Almazán in der gleichnamigen Comarca. Neben Baraona selbst gehören seit einer Gebietsreform im Jahre 1970 die Ortsteile Jodra de Cardos, Pinilla del Olmo und Romanillos de Medinaceli zur Gemeinde.
Die Einwohnerzahl betrug zu Beginn des 20. Jahrhunderts zirka 700 Einwohner, durch eine fortgesetzte Landflucht insbesondere in den 1940er Jahren leben hier mittlerweile jedoch nur noch weniger als 200 Personen. 
Die Landwirtschaft bestimmt die Wirtschaft, insbesondere Trockenanbau und Schafzucht. Hinzu kam etwas Bauindustrie.

## Geschichte

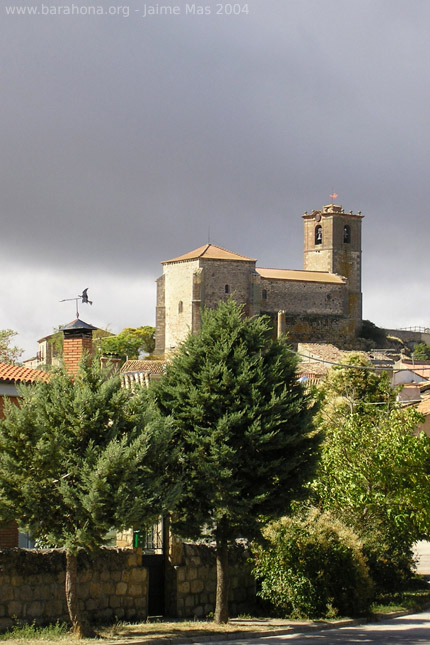
Kirche von Baraona

Von überregionaler Bedeutung in der Geschichte Baraonas war besonders das hier gelegene Aeródromo während des Bürgerkrieges.

### Campo de Aviación de Baraona
In Baraona befand sich während des spanischen Bürgerkrieges ein Feldflugplatz. Die Gegend lag von Anfang an im von den Putschisten kontrollierten Territorium und es kam in der Folge zu Repressalien gegenüber der Bevölkerung und Hinrichtungen männlicher Einwohner Baraonas.
Auch die berüchtigte deutsche Legion Condor nutzte den Flugplatz, unter anderem für Bombenangriffe auf Sigüenza und den Raum Guadalajara. Teile der deutschen Jagdstaffel verwendeten den Platz erstmals bereits im Oktober 1936, noch vor der Aufstellung der eigentlichen Legion Condor.
Seit den 1950er Jahren wurden auf dem ehemaligen Flugfeld Anlagen zur Flugverkehrskontrolle errichtet. Heute existiert auf dem Gebiet der Nachbargemeinde Villasayas noch ein „VOR“-Drehfunkfeuer, das nördlichste für Anflüge auf den Flughafen Madrid-Barajas.